# Troglohyphantes pluto
Troglohyphantes pluto là một loài nhện trong họ Linyphiidae.
Loài này thuộc chi Troglohyphantes. Troglohyphantes pluto được Lodovico di Caporiacco miêu tả năm 1938.